# Легњеви
Легњеви (лат. Caprimulgidae) су породица ноћних или крепускуларних птица средње величине, које се карактеришу дугачким крилима, кратким ногама и врло кратким кљуновима. Понекад се називају и козомузи или козодоји, због старог народног веровања да сисају млеко козама, што је и значење латинског назива Caprimulgus. Неке врсте Новог света се називају ноћни јастребови. 
Легњеви се могу наћи готово свуда на планети. Најактивнији су у сумрак или свитање, гнезде се најчешће на земљи и хране пре свега ноћним лептирима и другим ноћним летећим инсектима.
Већина има мала стопала која се ретко користе за ходање и дугачка зашиљена крила. Перје им је мекано и обојено камуфлажно па подсећају на кору стабла или опало лишће. Неке врсте, неуобичајено за птице, леже дуж гране, а не попреко. Ово помаже у њиховом прикривању током дана.
Врста лат. Phalaenoptilus nuttallii, јединствена је птица која у неповољним условима може отићи у неку врсту хибернације, када постаје млитава и смањује температуру тела на пар недеља или месеци, мада и друге врсте легњева одлазе у слично стање, али на много краће периоде.
Легњеви полажу једно или два ишарана јаја директно на земљу, не правећи никакво гнездо. Постоје наводи према којима легњеви могу преместити своја јаја или младунце у случају опасности, носећи их у својим устима. Ови наводи се појављују више пута у орнитолошким књигама, а у реалности, посматрања у природи не иду у прилог овој идеји.

## Систематика
Традиционално, легњеви су подељени у три потпородице: -{Caprimulginae} или прави легњеви који броје око 80 врста, Chordeilinae или ноћни јастребови Новог света са 19 врста. Ове групе су сличне у свим аспектима, али прави легњеви имају длачице на месту спајања горње и доње усне, дужи књун и меканије перје. У првим анализама ДНК-ДНК хибридизације, Сиблија и Алквиста су откривене разлике између правих и ушатих легњева, веће него што постоје међу легњевима и ушатим легњевима Новог света. Због тога, ушати легњеви су свртани у посебну породицу: Eurostopodidae, али фамилија још увек није широко прихваћена.
Следећи радови и морфолошки и генетски, пружили су подршку за раздвајање типичних и ушатих легњева, при чему су неки орнитолошки ауторитети прихватили Сибли-Алквистове препоруке и још једну сугестију по којој се целом реду сова (Strigiformes) додаје ред легњева Caprimulgiformes. Таксономија која је широко прихваћена данас изгледа овако:
Потпородица Chordeilinae (ноћни јастребови) 
- Род Nyctiprogne (2 врсте)
- Род Lurocalis (2 врсте)
- Род Chordeiles (6 врста)

Потпородица Caprimulginae — (прави легњеви) 
- Род Nyctipolus – (2 врсте)
- Род Nyctidromus – (2 врсте)
- Род Phalaenoptilus – амерички белогрли легаљ (легањ спавалица)
- Род Siphonorhis – (2 врсте)
- Род Nyctiphrynus – (4 врсте)
- Род Caprimulgus – (42 врсте, укључујући легња)
- Род Setopagis – (4 врсте)
- Род Gactornis – легаљ огрличар
- Род Antrostomus – (12 врста)
- Род Hydropsalis – (4 врсте)
- Род Uropsalis (2 врсте)
- Род Macropsalis – дугорепи легањ
- Род Eleothreptus – (2 врсте)
- Род Systellura – (2 врсте)

Потпородица Eurostopodinae — (ушати легњеви) 
- Род Eurostopodus - (7 врста)
- Род Lyncornis - (2 врсте)

## Распрострањење и екологија
Легњеви су космополитског распрострањења и могу се наћи на свим континентима сем на Антарктику. Нема их такође у јако сувим пустињама, као што су Сахара и пустиње централне Азије, али и поларне пустиње севера. Могу се наћи на групама острва као што су Мадагаскар, Сејшели, Нова Каледонија и Карипским острвима. Ноћни јастребови живе само у Новом свету, док су ушати легњеви присутни у Азији и Аустралији, а прави легњеви живе широм целе планете.
Легњеви живе од нивоа мора до 4.200 метара надморске видине, при чему су неке врсте специјалисти за високопланинске услове. Живе на широм спектру станишта, од пустиња до тропских кишних шума, али су најчешћи на отвореним стаништима са слабијом вегетацијом.
Неке врсте су селице, а пошто је екологија целе породица непозната, разлози са сеобу су слабо познати. Врсте које се гнезде на далеком северу, као што је легањ или обичан ноћни јастреб иду на југ са скраћењем дана. Легњеви опремљени геолокаторима из јужне Енглеске су показали да на зимовање одлазе у Демократску Републику Конго. Друге врсте имају доста краће миграторне руте.

## Заштита и статус
Неке врсте легњева су пред изумирањем. Највећа смртност припадника ове фамилије је од удара аутомобила док леже на путевима.
Процена угрожавајућих фактора на оваквој фамилији тешко детектабилних врста је прави изазов; у неким случајевима, научници немају довољно података о томе да ли је врста уопште ретка или не. Ово нема пуно везе за неулагањем труда или неискуства. Оваква ситуација је заправо само због тога што их је врло тешко локализовати и идентификовати мали број таквих врста међу 10.000 и више постојећих врста на свету у поређењу са бројем људи. Савршен пример је централноазијски легањ из кинеског југозапдног Синкјанга. Виђен је једном 1929. године и притом је држан у руци. Истраживања из 1970-их и 1990-их нису успела да га потврде опет. Врло је могуће да ову врсту могу наћи једино други централноазијски легњеви. Због тога, научници не знају да ли је врста нестала, угрожена или врло локална.

## Галерија
- Мали ноћни јастреб
- Легањ заставичар
- Паурак
- Легањ